# 戴维·洛
戴维·洛（英語：David Lowe，1960年2月28日—），生于南罗得西亚，英国男子游泳运动员。他曾代表英国参加1980年和1984年夏季奥林匹克运动会游泳比赛，其中1980年奥运会获得一枚铜牌。